# Episodi di La tata e il professore (terza stagione)
La terza stagione della serie televisiva La tata e il professore è stata trasmessa in anteprima negli Stati Uniti d'America dalla ABC tra il 13 settembre 1971 e il 27 dicembre 1971.
| nº | Titolo originale                   | Titolo italiano | Prima TV USA      | Prima TV Italia |
| -- | ---------------------------------- | --------------- | ----------------- | --------------- |
| 1  | Oh, What a Tangled Web             |                 | 13 settembre 1971 |                 |
| 2  | The Flower Children                |                 | 20 settembre 1971 |                 |
| 3  | Sunday's Hero                      |                 | 27 settembre 1971 |                 |
| 4  | South Sea Island Sweetheart        |                 | 4 ottobre 1971    |                 |
| 5  | Aunt Henrietta's Premonition       |                 | 11 ottobre 1971   |                 |
| 6  | Cholmondeley Featherstonehaugh     |                 | 18 ottobre 1971   |                 |
| 7  | Aunt Henrietta and the Jinx        |                 | 25 ottobre 1971   |                 |
| 8  | Nanny and Her Witch's Brew         |                 | 1º novembre 1971  |                 |
| 9  | The Conversion of Brother Ben      |                 | 8 novembre 1971   |                 |
| 10 | Aunt Henrietta and the Poltergeist |                 | 15 novembre 1971  |                 |
| 11 | Professor Pygmalion Plays Golf     |                 | 22 novembre 1971  |                 |
| 12 | The Great Debate                   |                 | 29 novembre 1971  |                 |
| 13 | One for the Road                   |                 | 6 dicembre 1971   |                 |
| 14 | Good-bye, Arabella, Hello          |                 | 13 dicembre 1971  |                 |
| 15 | Whatever Happened to Felicity?     |                 | 27 dicembre 1971  |                 |